# Magnacavallo
Magnacavallo ist eine norditalienische Gemeinde (comune) mit 1384 Einwohnern (Stand 31. Dezember 2023) in der Provinz Mantua in der Lombardei. Die Gemeinde liegt etwa 34 Kilometer ostsüdöstlich von Mantua.